# Terarij
Terarij je steklena ali plastična posoda s pokrovom, v kateri terarist goji živali. Je umetni življenjski prostor, v katerega namestimo podlago, pripomočke in žival. V terariju ustvarjamo ustrezno temperaturo, vlago in svetlobo. Te pogoje se ustvari z grelnim telesom, termostatom, časovnim regulatorjem, napravami za zračenje, vlažilnimi napravami in svetili.
Živali potrebujejo ustrezno velik terarij, saj se v neustrezno velikem  prostoru ne počutijo dobro. V premajhnem terariju so utesnjene, v prevelikem terariju pa težje ujamejo plen. Opremo v terariju prilagodimo zahtevam in vrsti živali. Za agresivne in hitre živali potrebujemo drugačen pristop kot za tiste, s katerimi lahko neposredno rokujemo, saj na območje gibanja nevarnih živali ne bom oposegali pogosto.